# Taibus-Banner

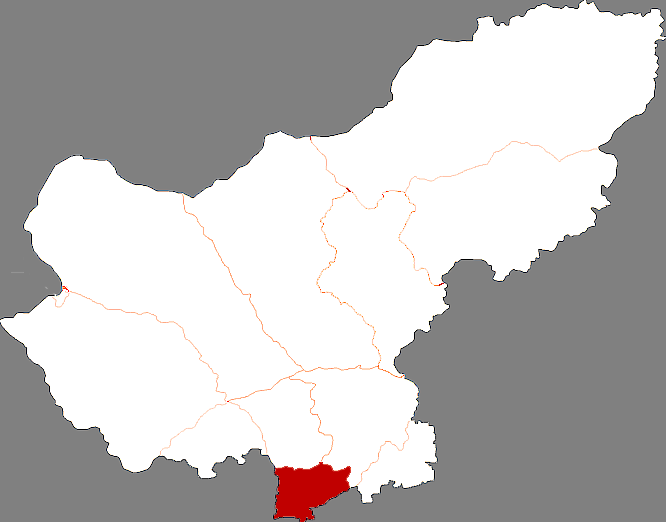
Lage des Taibus-Banners in Xilin Gol

Das Taibus-Banner (Taibus Qi, chinesisch 太仆寺旗, Pinyin Tàipúsì Qí; mongolisch ᠲᠠᠶᠢᠫᠤᠰᠧ ᠬᠣᠰᠢᠭᠤ Tayipusė qosiɣu) ist ein Banner des Xilin-Gol-Bundes, einer administrative Untergliederung auf Bezirksebene im Autonomen Gebiet Innere Mongolei der Volksrepublik China. Es hat eine Fläche von 3.415 km² und zählt ca. 200.000 Einwohner. Sein Hauptort ist die Großgemeinde Baochang (宝昌镇).